# Lovick Bransby Friend
El General Major Sir Lovick Bransby Friend KBE, CB, PC (25 d'abril de 1856 - 19 de novembre de 1944) fou un militar britànic i jugador de criquet.

## Biografia
Friend va néixer a Halfway Street (Sidcup), Kent, i va ser educat al Cheltenham College i a la Reial Acadèmia Militar de Woolwich. Posteriorment va ser oficial dels Royal Engineers el 1873.
Com a jugador de criquet, era batedor dretà, a més de, ocasionalment, wicket-keeper, jugant tant amb el Kent County Cricket Club com amb el Marylebone Cricket Club: també va jugar futbol pels Royal Engineers, equip amb el qual va disputar la final de la FA Cup de 1878.
El 1883 Friend es va convertir en instructor a la Reial Acadèmia Militar de Sandhurst, mentre que el 1885 passà a ser secretari del Comitè Experimental dels Royal Engineers. Més tard prendria part en la batalla d'Omdurman, al Sudan, el 1898, on era director d'Obres i Magatzems de l'exèrcit egipci des del 1900. El 1906 seria nomenat assistent director d'obres de fortificació, mentre que el 1908 passà a ser Comandant de les defenses costaneres d'Escòcia.
El 1912 fou nomenat General Major a càrrec de ladministració de la comandància d'Irlanda, mentre que el 1914 passà a ser-ne Comandant en Cap: fou substituït del càrrec a conseqüència de l'alçament de Pasqua, el 1916. Entre aquell any i la seva jubilació, el 1920, fou el president de la Comissió de Reclamacions de l'exèrcit britànic a França. Va morir el 19 de novembre de 1944.